# Men in Black (Verschwörungstheorie)

Traditionelle Darstellung eines „Man in Black“

Als Men in Black (meist abgekürzt mit MIB oder M.I.B.) bezeichnet vor allem die Ufologie eine moderne Sage von hochgewachsenen Männern (seltener Frauen) in schwarzen Anzügen. Sie sollen Zeugen angeblicher Ufo-Sichtungen zu Hause aufsuchen und zum Stillschweigen verpflichten. Im deutschen Sprachraum ist die eingedeutschte Bezeichnung „Männer in Schwarz“ geläufig.

## Beschreibung
Fast alle Berichte angeblicher Zeugen beschreiben die „Männer in Schwarz“ gleich: hochgewachsen, schlank, mit dunkel getönter Haut und in pechschwarze Anzüge gekleidet. Sie tragen weiße Hemden, weiße (seltener schwarze) Handschuhe, schwarze, breit gekrempte Hüte und schwarze Schuhe. In manchen Fällen tragen sie schwarze Sonnenbrillen. Oft wird berichtet, dass die „Männer in Schwarz“ einander verblüffend gleichen, wenn sie zu mehreren erscheinen.

## Auftreten und Verhalten
In den meisten Fällen wird das Auftreten der „Männer in Schwarz“ als kalt, arrogant und bedrohlich beschrieben. Die Männer suchen ihre Opfer zu Hause auf, geben sich bevorzugt als Agenten der CIA oder einer anderen staatlichen Behörde aus und schüchtern ihr Opfer gekonnt ein. Der Ufo-Zeuge wird, meist recht eindringlich, dazu ermahnt, nichts von dem zu erzählen, was er bei der UFO-Sichtung gesehen und gehört hat. Danach verlassen sie das Haus und fahren in ihrem (ebenfalls pechschwarzen) Auto davon.

## Ursprung des Mythos
Während des Kalten Krieges wurden in den USA in der Tat in Schwarz gekleidete Regierungsbeamte unterschiedlicher Behörden dazu angehalten, Zeugen angeblicher Ufo-Sichtungen aufzusuchen, um möglicherweise unerlaubt gesammeltes, für die Öffentlichkeit ungeeignetes Material zu beschlagnahmen.
Der erste öffentliche Bericht über „Männer in Schwarz“ stammt von dem Ufologen Albert K. Bender aus dem Jahr 1953. Bender behauptet, in seinem Heim von drei schwebenden, in Schwarz gekleideten Humanoiden besucht worden zu sein. Diese hätten ihn davor gewarnt, mit seinem Wissen über Ufos an die Öffentlichkeit zu gehen.
Skeptiker betrachten die Berichte über „Männer in Schwarz“ als ein Phantasieprodukt der vorgeblichen Ufo-Zeugen, die damit angeblich verschwundenes Beweismaterial zu erklären versuchen. Die Skeptiker verweisen dabei auf die Ähnlichkeit der „Männer in Schwarz“-Berichte mit denen über angebliche engelsgleiche Ufonauten, nur dass die „Männer in Schwarz“ die Rolle der Bösewichte übernehmen.

## Rezeptionen und Parodien
- Gray Barker schrieb 1956 in They Knew Too Much About Flying Saucers über die MiB, ebenso John A. Keel in The Mothman Prophecies. Das bevorzugte Transportmittel der MiB seien ältere dunkle Cadillacs.
- Der deutsche UFO-Sachbuchautor Michael Hesemann nennt in seinem 1993 erschienenen Buch Geheimsache UFO die 1127th Field Activities Group des Geheimdienstes der United States Air Force als verantwortlich für die Men-in-Black-Einsätze und vermutete hinter den Männern ehemalige Kleinkriminelle, die von der Air Force eigens für diese Einsätze angeheuert worden seien.
- In der Jugendbuchserie Die drei ??? wird in dem von André Marx geschriebenen Buch Geheimsache Ufo und dessen Hörspiel-Adaption Geheimakte Ufo (beide 1998 erschienen) von den „Männern in schwarz“ erzählt.
- Des Weiteren wurden seit 1997 mehrere Kinofilme unter dem Titel Men in Black veröffentlicht: Men in Black, Men in Black II und Men in Black 3. Bei den Filmen handelt es sich um Science-Fiction-Komödien mit Will Smith und Tommy Lee Jones, die auf einer Miniserie von Malibu Comics basieren. 2019 kam mit Men in Black: International ein vierter Teil ins Kino.
- James Bamford berichtet in einem kurzen Abschnitt in seinem Buch NSA – Die Anatomie des mächtigsten Geheimdienstes der Welt, die National Security Agency (NSA) habe ein Sonderkommando, das als Men In Black beschrieben wird. Dieses soll sich darum kümmern, dass kein Unbefugter dem Hauptquartier der NSA im Fort George G. Meade, Maryland, zu nahe kommt.
- Die deutsche Heavy-Metal-Band Running Wild griff das Thema im Lied Men in Black auf dem Album Masquerade von 1995 auf. Der Text handelt von Sichtungen von UFOs und den durch die Men in Black verbreiteten Lügen darüber.